# Luka (stacja metra)
Luka – stacja linii B metra praskiego (odcinek V.B), położona na osiedlu Lužiny, części kompleksu mieszkaniowego Miasto Południowo-Zachodnie (Jihozápadní Město) w rejonie ulicy Jana Mukařovskiego. Nazwę stacji można przetłumaczyć na język polski jako "łąka".